# Chiloscyphus surrepens
Chiloscyphus surrepens là một loài rêu tản trong họ Lophocoleaceae. Loài này được (Hook. f. & Taylor) Taylor miêu tả khoa học lần đầu tiên năm 1845.